# Space Cadet
Pour plus de détails, voir Fiche technique et Distribution.
Space Cadet est un film canadien réalisé par Kid Koala, sorti en 2025.
Le film a été présenté à la Berlinale 2025 dans la section Generation Kplus et à la section  officielle Contrechamp au Festival international du film d'animation d'Annecy 2025.

## Fiche technique
- Titre : Space Cadet
- Réalisation : Kid Koala
- Scénario : Mylène Chollet d'après le roman graphique de Kid Koala
- Pays d'origine : Canada
- Format : Couleurs
- Genre : animation
- Durée : 86 minutes
- Date de sortie : 
  - 16 février 2025 : Avant-première à la Berlinale 2025